# Typhlodromus admirabilis
Typhlodromus admirabilis är en spindeldjursart som först beskrevs av Wainstein 1978.  Typhlodromus admirabilis ingår i släktet Typhlodromus och familjen Phytoseiidae. Inga underarter finns listade i Catalogue of Life.